# Takahiro Yamaguchi
Takahiro Yamaguchi (jap. 山口 貴弘 Yamaguchi Takahiro; ur. 8 maja 1984) – japoński piłkarz występujący na pozycji obrońcy. Obecnie występuje w Oita Trinita.

## Kariera klubowa
Od 2007 roku występował w klubach Shonan Bellmare, V-Varen Nagasaki i Oita Trinita.